# 草梁站 (国铁)
草梁站（：／ Choryang yeok */?）曾为韩国铁路京釜线上的一个车站，位于釜山站和釜山镇站之间，目前已废止。

## 历史
- 1905年1月1日：开始使用。
- 1965年7月23日：停用本站。